# Ману, Георге
Георге Ману (рум. Gheorghe Manu; 24 июля  1833, Бухарест, княжество Валахия — 16 мая 1911, Бухарест, Королевство Румыния — румынский государственный, политический и общественный деятель, военачальник, генерал-майор, премьер-министр Королевства Румыния (1889—1891). Примар (мэр) Бухареста (1874—1877).

## Биография
Родился в известной валашской семье, был сыном каймакама Мунтении. В 14-летнем возрасте поступил в военную школу в Потсдаме, после окончания которой, с согласия румынского правительства, служил в прусской армии. В 1850—1853 гг. обучался в военном училище в Берлине, в 1854—1856 гг. в специальной берлинской артиллерийской школе.

## Воинские звания
- Энсин (1853)
- Лейтенант (1858)
- Капитан (1859)
- Майор (1860)
- Лейтенант-полковник (1864)
- Бригадный генерал (1877)
- Генерал-майор (1906)

## Военная карьера
- преподаватель артиллерии военного офицерского училища в Бухаресте (1859—1860);
- командир артиллерийской батареи первого артиллерийского дивизиона румынской армии (1860);
- командир 2 артиллерийского полка (1860—1864);
- командир 1-го артиллерийского полка (1864—1869);
- командир 4-й пехотной дивизии (1877);
- Командующий артиллерией (артиллерийские операции 1877—1878);
- Генеральный инспектор артиллерии (1878; 1881—1883);
- командир 3-й пехотной дивизии (1881).

Под его руководством проведены работы по эффективному развитию артиллерии за счет увеличения количества артиллерийских установок. При его содействии создана румынская горная артиллерия (2 батареи) и 14 региональных батарей, оснащённыхе пушками калибра 75 мм, артиллерийскими орудиями калибра 87 мм модели 1880 г.
В 1885 г. предложил и создал в румынской армии подразделения осадной артиллерии.
Участник Войны за независимость Румынии (1877—1878). В апреле 1877 года стал бригадным генералом и командовал 4-й пехотной дивизией в боях близ Никополя, затем взял на себя командование артиллерийскими операциями на фронтах Плевны и Видина.
За свои заслуги был награждён Командорским Крестом ордена «Звезда Румынии». Был первым офицером Румынии награждённым орденом «Military Virtue» («За воинскую доблесть», октябрь 1877).
Вышел в отставку в ноябре 1883 г. для того, чтобы сосредоточиться на активной политической деятельности.

## Политическая и государственная деятельность

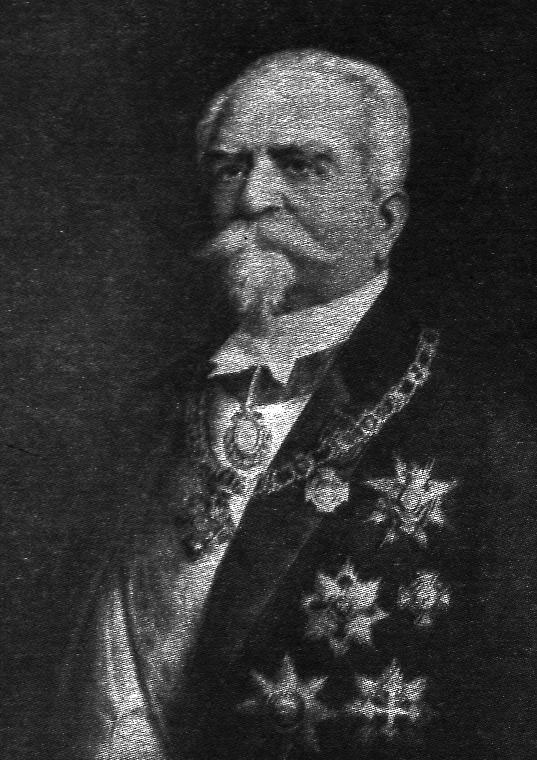
Георге Ману — премьер-министр Королевства Румыния

Видный член Консервативной партии. В 1879 г. был избран в Палату депутатов.
Входил в состав правительства: министр финансов (1865—1866), трижды занимал пост военного министра (1869—1870, 1888—1889, 1904—1907).
В 1889—1891 гг. занимал пост председателя Совета Министров Королевства Румыния. Одновременно — министр внутренних дел (во второй раз являлся министром внутренних дел в январе-июле 1900 г. — министр сельского хозяйства, промышленности и торговли (ноябрь-декабрь 1891 г.).
С октября 1874 по апрель 1877 г. — примар (мэр) Бухареста.
В 1878 г. был избран сенатором. С 1892 по 1895 г. — председатель Палаты депутатов Румынии.
Выступил против объединения консерваторов с юнимистами (1907) и прекратил свое участие в деятельности консерваторов и их структур.

## Научная деятельность
Был одним из основателей Географического общества Румынии, вице-президентом и президентом его правления в течение 36 лет. При его содействии и участии опубликован «Большой географический словарь Румынии» (Marelui dicţionar geografic al României).